# Rusiec (gromada)
Rusiec – dawna gromada, czyli najmniejsza jednostka podziału terytorialnego Polskiej Rzeczypospolitej Ludowej w latach 1954–1972.
Gromady, z gromadzkimi radami narodowymi (GRN) jako organami władzy najniższego stopnia na wsi, funkcjonowały od reformy reorganizującej administrację wiejską przeprowadzonej jesienią 1954 do momentu ich zniesienia z dniem 1 stycznia 1973, tym samym wypierając organizację gminną w latach 1954–1972.
Gromadę Rusiec siedzibą GRN w Ruścu utworzono – jako jedną z 8759 gromad na obszarze Polski – w powiecie łaskim w woj. łódzkim, na mocy uchwały nr 31/54 WRN w Łodzi z dnia 4 października 1954. W skład jednostki weszły obszary dotychczasowych gromad Kolonia Antonina, Dąbrowa Rusiecka, Kolonia Dąbrowa Rusiecka, Jastrzębice, Kużnica i Rusiec ze zniesionej gminy Dąbrowa Rusiecka w tymże powiecie. Dla gromady ustalono 27 członków gromadzkiej rady narodowej.
1 stycznia 1958 do gromady Rusiec przyłączono część zniesionej gromady Dzbanki (wieś Korablew, osada młyńska Korablew i wieś Zagrodniki).
31 grudnia 1961 gromadę włączono do powiatu pajęczańskiego w tymże województwie.
Gromada przetrwała do końca 1972 roku, czyli do kolejnej reformy gminnej. 1 stycznia 1973 w powiecie pajęczańskim utworzono gminę Rusiec (od 1999 gmina znajduje się w powiecie bełchatowskim).